# 東海大学総合医学研究所
東海大学総合医学研究所（とうかいだいがくそうごういがくけんきゅうじょ、英称：Tokai University The Institute of Medical Sciences）は、東海大学の医科学分野の研究所である。

## 概要
「医学における基礎研究を推進し、新技術の開発とその臨床への応用」を目的として、また東海大学における医科学先端研究の中核拠点として1980年4月に設立。東海大学総合研究機構を構成する組織体の1つとして位置づけられ、現在は5部門を擁する規模となっている。特に、「ゲノム」、「再生医療」、「創薬」、「老化健康」におけるトランスレーショナルリサーチを研究課題の中心として設定している。
他方、優秀な若手研究者の育成を行う事と並行して、東海大学の生命科学系、理工学系学部との連携推進（医工連携）を強くすることで医科学研究に関する相乗効果と活性化、深化を図ることも運営目的として掲げている。

## 沿革
- 1980年4月 - 総合医学研究所を設立。
- 1994年4月 - 分子医学医療センターを開設。
- 2001年4月 - 分子医学医療センターを閉業。
- 2008年4月 - 部門制を採用。

## 部門
- 血液腫瘍学研究部門
- 再生医療科学研究部門
- ゲノム解析研究門
- 創薬・病態解析研究部門
- 肝臓・腎臓病学研究部門